# جوشوا أنغ
جوشوا أنغ (بالصينية: 洪賜健؛ بالإنجليزية: Joshua Ang) هو ممثل سنغافوري، ولد في 1 مارس 1989 في سنغافورة.

## وصلات خارجية
- جوشوا أنغ على موقع IMDb (الإنجليزية)
- جوشوا أنغ على موقع قاعدة بيانات الفيلم (الإنجليزية)